# Centre national pour le développement du sport
Le Centre national pour le développement du sport (CNDS) est un établissement public national, placé sous la tutelle du ministre chargé des sports, créé par le décret no 2006-248 du 2 mars 2006 et remplacé en avril 2019 par l'Agence nationale du sport.

## Historique
Créé le 31 décembre 2005 à la clôture du compte d'affectation du Fonds national de développement du sport (FNDS) par l'article 53 de la loi de finances pour 2006, le CNDS a pris la forme d’un établissement public placé sous la tutelle du ministre chargé des sports.
Il est mis fin à son existence en avril 2019 ; ses biens, droits et obligations sont transférés à l'Agence nationale du sport, créée également en avril 2019.

## Orientations
Les orientations générales de l'établissement sont fixées par le ministre des sports avec pour priorités absolues :
- le développement de la pratique sportive des jeunes scolarisés (moins de 20 ans) et des habitants des quartiers en difficulté, en particulier les zones franches urbaines ; parmi ces deux populations prioritaires, une attention particulière doit être portée au public féminin ;
- la poursuite de l'effort en direction des personnes handicapées.

Le CNDS avait à l'origine pour missions :
- d'aider au développement de la pratique sportive par tous les publics ;
- de contribuer à une politique d'aménagement sportif du territoire ;
- de favoriser le rayonnement international du sport français.

En 2018, l'établissement voit ses missions réorientées vers :
- l'innovation sociale et environnementale par le sport ;
- le sport pour tous les publics ;
- le soutien renforcé aux territoires carencés.

L'établissement exerce ces missions en accordant des subventions d'équipement ou de fonctionnement, principalement aux associations sportives et aux collectivités territoriales.

## Direction de l'établissement
M. Bertrand Jarrige, polytechnicien et ingénieur de l'École nationale de la statistique et de l'administration économique (ENSAE], ancien directeur de cabinet de Jean-François Lamour est nommé directeur général du CNDS sous la présidence de Raymond-Max Aubert, ancien secrétaire d'État. À sa nomination en tant que directeur des sports en octobre 2008, Julien Nizri, polytechnicien et ingénieur des ponts, ancien conseiller budgétaire de Roselyne Bachelot, lui succède.
M. Raymond Max-Aubert préside le CNDS à partir de sa création. Sylvie Robert, 1re vice-présidente du Conseil régional de Bretagne et adjointe au maire de Rennes, est nommée le 19 mars 2013. Le 16 mars 2015, Béatrice Barbusse, enseignante-chercheuse en sociologie, ancienne présidente du club de handball US Ivry et membre du conseil d'administration de la Fédération française de handball, est nommée présidente en remplacement de Mme Robert, élue sénatrice d'Ille-et-Vilaine.  
Mme Arielle Piazza a été nommée présidente du conseil d'administration, par décret du 21 décembre 2017, succédant à Béatrice Barbusse qui occupait la fonction depuis 2015.
Mme Armelle Daam est la directrice générale de l'établissement, par décret du 5 avril 2017.

## Instances
Le fonctionnement du CNDS prévoit des modalités de gouvernance associant le mouvement sportif, les collectivités territoriales et les personnalités qualifiées.
En plus des modes de gouvernance prévus par le code du sport, l'établissement s'appuie, pour la mise en œuvre de ses orientations, sur l'expertise des différents acteurs chargés du sport au sein de plusieurs commissions et groupes de travail.

## Budget et financement
Le CNDS bénéficie, pour l'essentiel, de recettes affectées par les lois de finances, provenant principalement de prélèvements sur les recettes de la Française des jeux (FDJ) et des produits sur les droits télévisuels appelés également taxe Buffet.
En 2017, 285,7 millions d'euros de recettes sont enregistrées dont près de 80 % proviennent de la FDJ.
En 2017, les dépenses se sont élevées à un montant de 246,4 millions d'euros et sont constituées presque totalement de dépenses d'intervention (243,7 millions d’euros).
En 2018, le budget du CNDS est réparti entre :
- le soutien au développement de la pratique sportive locale pour 105 millions d'euros ;
- le soutien aux équipements sportifs locaux pour 18 millions d'euros ;
- la mise en œuvre du plan "Héritage et société" pour 20 millions d'euros  dont 10 millions d'euros destinés à la construction de nombreux équipements sportifs de proximité innovants sur l'ensemble du territoire et 10 millions d'euros par an pour répondre de façon volontariste aux besoins des territoires ultramarins et de la Corse[12] ;
- la médiatisation des sports émergents ou peu médiatisés pour 1 million d'euros.

Par conséquent, le budget 2018 du CNDS s'établit à 153 millions d'euros en autorisations d'engagement (AE) et 186 millions d'euros en crédit de paiement (CP).

## Subventions accordées

### Financements nationaux

#### Subventions d'aide à la construction d'équipements sportifs
Le CNDS attribue des subventions d'équipement aux collectivités territoriales, à leurs groupements, aux associations sportives agréées, ainsi qu'aux associations et groupements d'intérêt public qui interviennent dans le domaine des activités physiques et sportives.

#### PlanHéritage et société
Afin d’accompagner l'organisation des jeux olympiques et paralympiques de Paris 2024 et favoriser la transformation des organisations sportives, le CNDS est doté d'un plan Héritage et société de 20 M€ décliné autour de trois volets :
- 4,5 millions d'euros pour le soutien aux actions locales avec la mise en œuvre de la "Fête du sport"[15] pour 3 millions d'euros et la poursuite du plan « J'apprends à nager »[16] pour 1,5 million d'euros ;
- 5 millions d'euros pour la construction d'équipements sportifs de proximité et innovants en accès libre ;
- 10,5 millions d'euros visant à soutenir des projets en faveur de l'innovation sociale par le sport.

#### Fonds d'aide à la médiatisation
Ce fonds est destiné à promouvoir la pratique sportive féminine et des personnes en situation de handicap en favorisant leur diffusion télévisuelle sur des chaînes de télévision gratuites et/ou grand public. L'objectif de ce dispositif est de favoriser une meilleure connaissance par le grand public de ces pratiques sportives. En 2018, une enveloppe de 1 M€ est réservée pour soutenir les projets répondant à ces orientations.

### Financements déconcentrés

#### Subventions d'aide aux associations
Les subventions accordées au niveau territorial ont pour objet de contribuer au développement de la pratique sportive de tous les publics sur tout le territoire, à tous les âges, par le soutien aux projets des associations sportives locales.